# مایکل (فیلم ۲۰۲۶)
مایکل (انگلیسی: Michael) یک فیلم درام موزیکال زندگی‌نامه‌ای در شرف انتشار آمریکایی است که دربارهٔ سرگذشت خوانندهٔ فقید آمریکایی مایکل جکسون ساخته می‌شود. در این فیلم، به کارگردانی آنتوان فوکوآ، نویسندگی جان لوگان و تهیه‌کنندگی گراهام کینگ، جعفر جکسون (برادرزاده جکسون) نقش اصلی مایکل جکسون را بازی می‌کند و کولمن دومینگو، نیا لانگ، مایلز تلر، لورا هری‌یر، کاترینا گراهام، لارنس تیت، و درک لوک از دیگر بازیگران هستند.
مایکل قرار است در ۲۴ آوریل ۲۰۲۶ به‌وسیلهٔ لاینزگیت در ایالات متحده و به‌وسیلهٔ یونیورسال پیکچرز در سطح بین‌المللی اکران شود.

## خلاصه داستان
این فیلم زندگی و حرفهٔ چهار دهه‌ای مایکل جکسون را دنبال می‌کند.

## بازیگران
- جعفر جکسون در نقش مایکل جکسون
  - جولیانو کرو والدی در نقش مایکل جوان
- کولمن دومینگو در نقش جوزف جکسون
- نیا لانگ در نقش کاترین جکسون
- مایلز تلر در نقش جان برانکا
- لورا هری‌یر در نقش سوزان دو پاس
- جمال آر. هندرسون در نقش جرمین جکسون
  - جیدن هارویل در نقش جرمین جوان
- تری هورتون در نقش مارلون جکسون
  - جیلن لیندون هانتر در نقش مارلون جوان
- رایان هیل در نقش تیتو جکسون
  - جودا ادواردز در نقش تیتوی جوان
- جوزف دیوید جونز در نقش جکی جکسون
  - ناتانیل لوگان مک اینتایر در نقش جکی جوان

## تولید

### توسعه
در نوامبر ۲۰۱۹ برای نخستین بار اعلام شد که گراهام کینگ حق تولید فیلمی دربارهٔ مایکل جکسون را به‌دست آورده و جان لوگان نیز قرار است نویسندهٔ فیلم‌نامه باشد. در فوریه ۲۰۲۲، لاینزگیت حق توزیع فیلم را به دست آورد. در ژوئن ۲۰۲۲ مراحل انتخاب بازیگر آغاز شد. کیمبرلی هاردین مسئول انتخاب بازیگر است. انتظار می‌رفت مراحل تولید در سال ۲۰۲۳ آغاز شود. در ژانویه ۲۰۲۳، آنتوان فوکوآ به عنوان کارگردان پروژه معرفی شد. در همان ماه، جعفر جکسون (برادرزاده جکسون) قرار بود نقش جکسون را به تصویر بکشد. در ژانویه ۲۰۲۴، بازیگر تازه‌کار جولیانو کرو والدی در نقش مایکل جوان انتخاب شد، و همچنین کولمن دومینگو در نقش جو جکسون، و نیا لانگ در نقش کاترین جکسون انتخاب شدند. همچنین در آن ماه، مایلز تلر در حال مذاکره برای ایفای نقش یکی از وکلای جکسون بود. در ماه فوریه، تلر برای بازی در نقش جان برانکا تأیید شد. بازیگران بقیه اعضای جکسون فایو در اواخر همان ماه اعلام شدند، و همچنین لورا هری‌یر برای به تصویر کشیدن سوزان دو پاس در ماه مارس اضافه شد. فیلمنامه شامل محتوایی در مورد اتهامات کودک‌آزاری ۱۹۹۳ مایکل جکسون است و نویسنده‌های فیلم‌نامه تصمیم گرفتند که بی‌گناهی مایکل جکسون را ارائه دهند، چرا که احساس می‌کنند این تنها تصویر درست از آن ادعاهاست.

### فیلمبرداری
طبق گزارش کمیسیون فیلم کالیفرنیا، قرار بود تصویربرداری اصلی در میانأ سال ۲۰۲۳ و طی ۸۰ روز در سانتا باربارا آغاز شود و پیش‌بینی می‌شد که ۱۲۰ میلیون دلار برای دستمزد کارکنان پروژه و عوامل فروش صرف شود. فیلم‌برداری در سپتامبر ۲۰۲۳ به دلیل اعتصابات ۲۰۲۳ سگ-افترا به تعویق افتاد. تصویربرداری اصلی در ۲۲ ژانویه ۲۰۲۴ آغاز شد.

## انتشار
در اکتبر ۲۰۲۳، لاینزگیت و یونیورسال پیکچرز به‌طور مشترک اعلام کردند که یونیورسال فیلم را در سطح بین‌المللی به جز ژاپن توزیع خواهد کرد، در حالی که لاینزگیت به‌عنوان توزیع‌کننده داخلی عمل خواهد کرد. مایکل قرار است در ۲۴ آوریل ۲۰۲۶ در ایالات متحده اکران شود.
این فیلم پیش‌تر قرار بود در ۱۸ آوریل و ۳ اکتبر ۲۰۲۵ منتشر شود. در ۱۰ آوریل ۲۰۲۴، اولین نگاه غافلگیرکننده در سینماکان به صاحبان سینما نشان داده شد که مورد استقبال مثبت قرار گرفت.